# HOW MERRY MARRY
HOW MERRY MARRY（ハウメリーマリー）は、日本で活動していたロックバンド。略称は「ハウメリ」。バンド名の「HOW MERRY MARRY」は、”幸せになるための方法”という意味をもつ。2012年5月15日付で解散していたが、2015年1月12日に行われた一夜限りの復活ワンマンライブにてvo.工藤が無期限活動休止と宣言した。

## メンバー
工藤 圭一（くどう けいいち）
- ボーカル・ギター担当。
- 1984年10月4日生まれ。B型。愛媛県出身。
- 解散後も「音楽活動を継続する」とコメント[1]。

伊藤 建太郎（いとう けんたろう）
- ギター担当。
- 1985年2月13日生まれ。B型。愛媛県出身。
- 解散後は音楽活動から離れ、「昔からの夢にチャレンジする」とコメント[2]。

河添 将志（かわぞえ まさし）
- ドラムス担当。
- 1983年2月1日生まれ。O型。愛媛県出身。
- 解散後は「今までできなかったいろんな事にどんどん挑戦していく」とコメント[3]。

秋山 オサム（あきやま おさむ）
- ベース担当。
- 1986年9月3日生まれ。A型。
- 解散後は「自宅警備員にならない程度にがんばります」とコメント[4]。

## 来歴

### 2004年 - 2010年 アマチュア時代
- 2004年、高校時代からの親友、工藤・伊藤を中心に結成。その後、秋山が加入し前身バンド「plincipal」として都内ライブハウスを中心に活動を開始。
- 2006年、新星堂オーディション「CHANCE'06」において最優秀グランプリ獲得。
- 2007年、2度目のワンマンライブを新宿LOFTにて行う。
- 2008年、ドラムが脱退。これを機にバンド名を「HOW MERRY MARRY」に改名。
- 2009年
  - 3月、伊藤の中学の先輩である河添がドラムとして加入。都内を中心に精力的にライブを行う。
  - 4月、東海ラジオにてレギュラー番組「東海ラジオミッドナイトスペシャル HOW MERRY MARRYのはまりま」スタート。
  - 10月、「MINAMI WHEEL 2009」出演。
  - 11月、「shimokita round up2」出演。
- 2010年
  - 2月、愛媛・大阪・名古屋にてライブツアーを敢行。
  - 5月、NAGOYA MUSIC DAYS「栄ミナミ音楽祭'10」出演。
  - 5月〜6月、福岡・広島・松山・大阪・名古屋にてライブツアーを敢行。
  - 8月 、「TREASURE05X with ZIP-FM 2010」出演。

### 2011年 - 2015年 メジャー・デビュー ～ 解散、無期限活動休止
- 2011年
  - 3月2日、1stミニアルバム「バイ マイ タウン」でメジャー・デビュー。
  - 4月21日、秋山が以前より患っていた突発性難聴のため休養。その間はサポート・ミュージシャンを迎えて、3人での活動となる。
  - 9月7日、1stシングル「僕にできること」をリリース。テレビ東京系のアニメ「夏目友人帳 参」のオープニングテーマに使用される。
- 2012年5月15日、オフィシャルサイトをリニューアル、同日付でバンドの解散を発表[5]。
- 2015年1月12日、下北沢440で行われた「How Merry Marryワンマンライブ～リサイクル～」のダブルアンコールにて、感極まった工藤が無期限活動休止を宣言。他メンバーに事前通達は無かった。

## 作品

### シングル
| 発売日       | タイトル       | 規格 | 規格品番  | 最高位 | タイアップ                                                                     |
| ------------ | -------------- | ---- | --------- | ------ | ------------------------------------------------------------------------------ |
| 2011年9月7日 | 僕にできること | CD   | ESCL-3759 | 59位   | M-1 「僕にできること」 テレビ東京系アニメ「夏目友人帳 参」オープニング・テーマ |

### ミニ・アルバム
| 発売日       | タイトル         | 規格 | 規格品番  | 最高位 | タイアップ                                                                                    |
| ------------ | ---------------- | ---- | --------- | ------ | --------------------------------------------------------------------------------------------- |
| 2011年3月2日 | バイ マイ タウン | CD   | ESCL-3643 | -      | M-4 「ノーザンライツ」 テレビ東京系アニメ「ソウルイーターリピートショー」エンディング・テーマ |

### その他
| 発売日        | タイトル            | 規格 | 規格品番                                           |
| ------------- | ------------------- | ---- | -------------------------------------------------- |
| 2012年6月27日 | 夏目友人帳 主題歌集 | CD   | SVWC-7848/9（初回生産限定盤）、SVWC-7850（通常盤） |

- M-5 「僕にできること」

## ライブ
- 2007年、2度目のワンマンライブを新宿LOFTにて行う。
- 2009年10月 、「MINAMI WHEEL 2009」出演。
- 2009年11月、 「shimokita round up2」出演。
- 2010年2月、愛媛・大阪・名古屋にてライブツアーを敢行。
- 2010年5月、NAGOYA MUSIC DAYS「栄ミナミ音楽祭'10」出演。
- 2010年5月〜6月、福岡・広島・松山・大阪・名古屋にてライブツアーを敢行。
- 2010年8月 、「TREASURE05X with ZIP-FM 2010」出演。
- 2011年1月20日、「ALL TOGETHER NOW!!」出演。
- 2011年2月17日、「ORGASM VOL.350」出演。
- 2011年2月23日、「HOW WONDERFUL HUM」出演。
- 2011年3月9日、「Zher the ZOO YOYOGI 6th Anniversary 〜LIVE LOVE LIFE〜 simply best」出演。
- 2015年1月12日、一夜限りの再結成ライブ「How Merry Marryワンマンライブ～リサイクル～」を下北沢440にて行う。

## 出演

### ラジオ
- 東海ラジオミッドナイトスペシャル HOW MERRY MARRYのはまりま（東海ラジオ、2009年4月-）